# Los Cancajos
Los Cancajos est une station balnéaire de l'île de La Palma dans l'archipel des îles Canaries. Elle fait partie de la commune de Breña Baja.

## Situation
Los Cancajos se situe sur la côte est de l'île de la Palma entre Santa Cruz de La Palma et l'aéroport de La Palma se trouvant chacun à environ 3 kilomètres.

## Historique
La station s'est essentiellement développée au cours des années 1980.

## Description
Avec Puerto Naos situé sur la côte ouest, elle est la principale station balnéaire de la Palma, possédant entre autres quelques hôtels, de nombreux appartements, deux supermarchés, une pharmacie et une douzaine de restaurants. Elle possède une plage de sable noir d'une longueur d'environ 400 mètres séparée en deux par des rochers volcaniques.
En 2013, on comptait 3 724 lits dans les hôtels et appartements touristiques de la commune de Breña Baja (la grande majorité à Los Cancajos).
La station comptait 711 habitants en 2016.

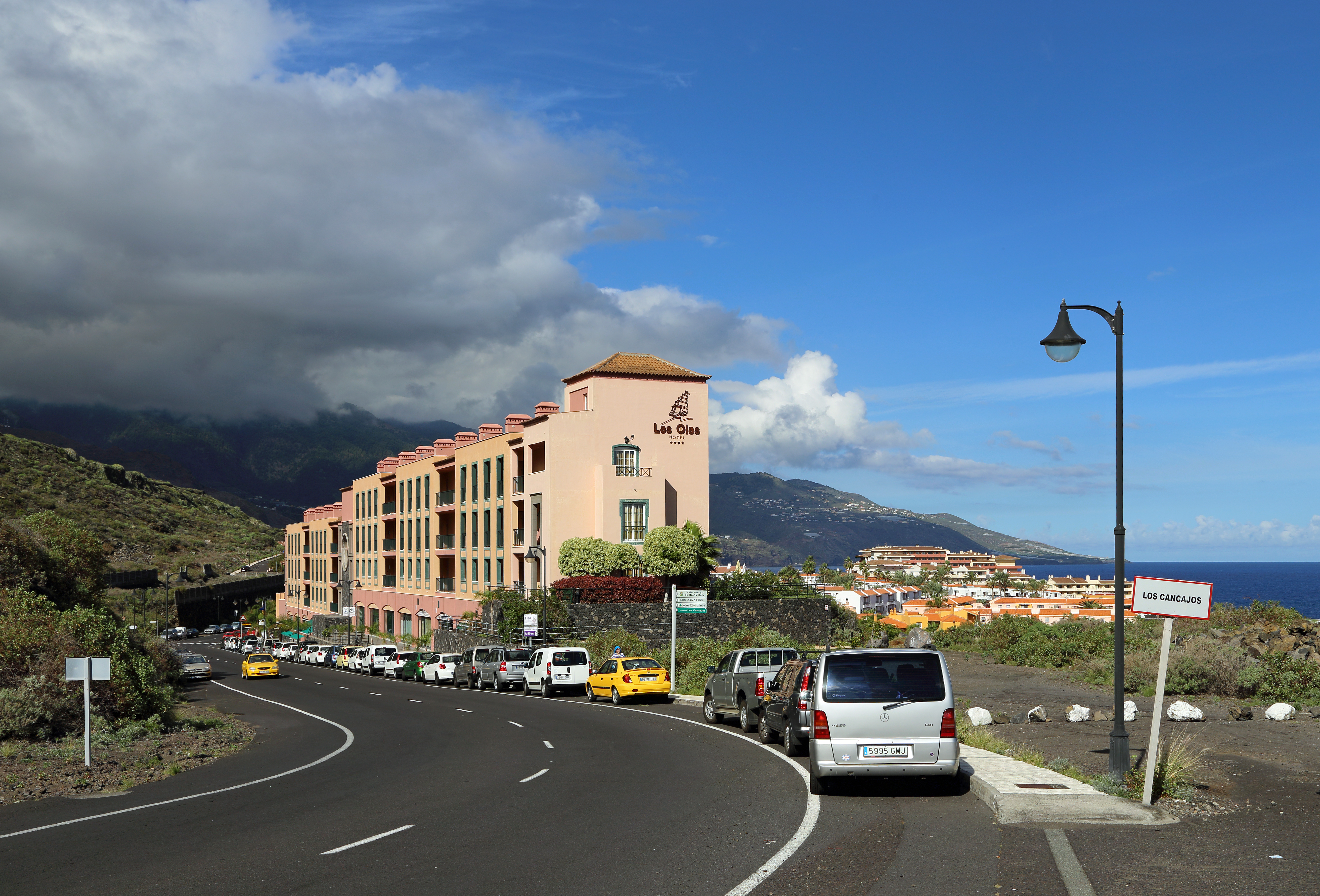
Entrée de Los Cancajos, côté sud
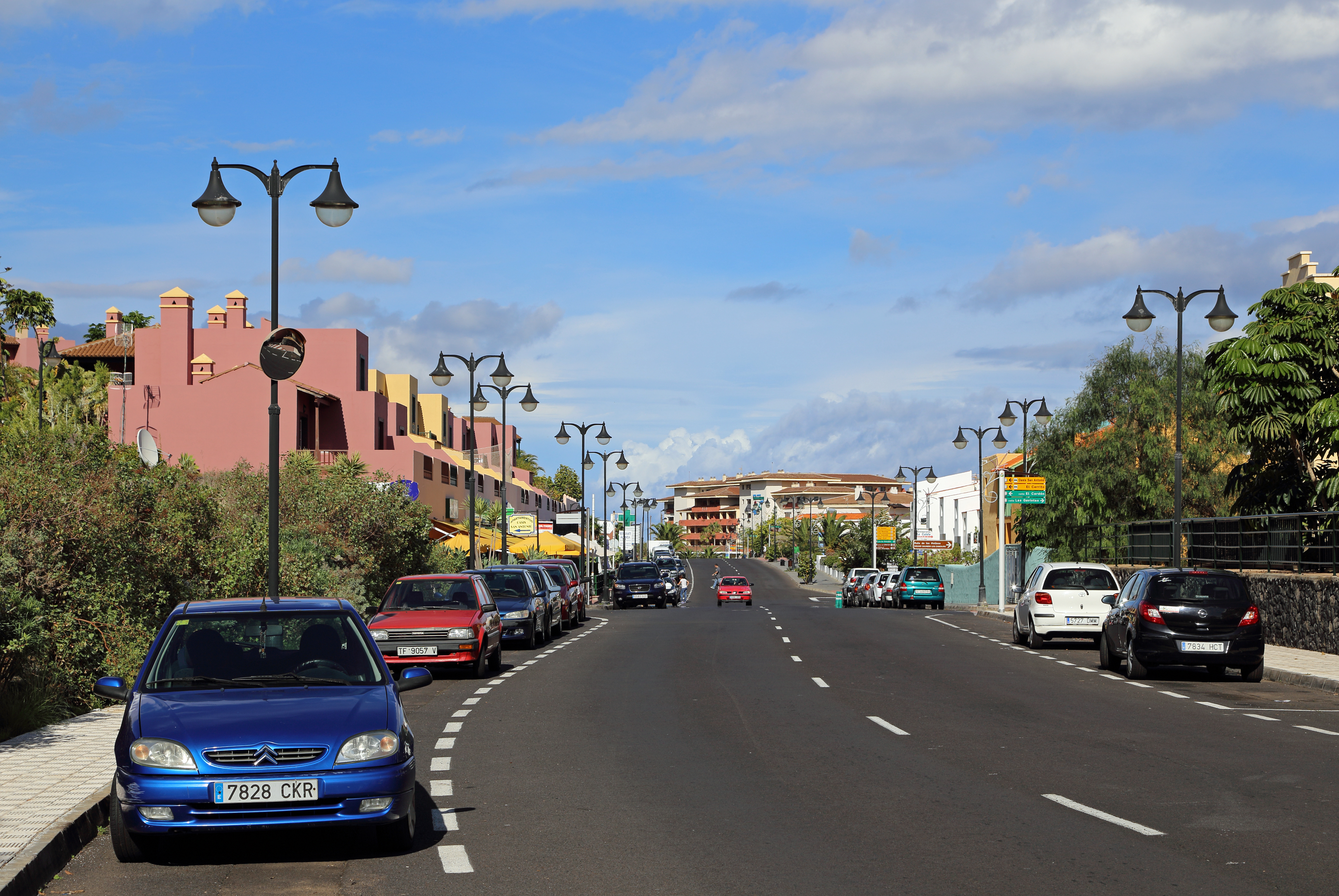
Rue principale (Calle de Los Cancajos)
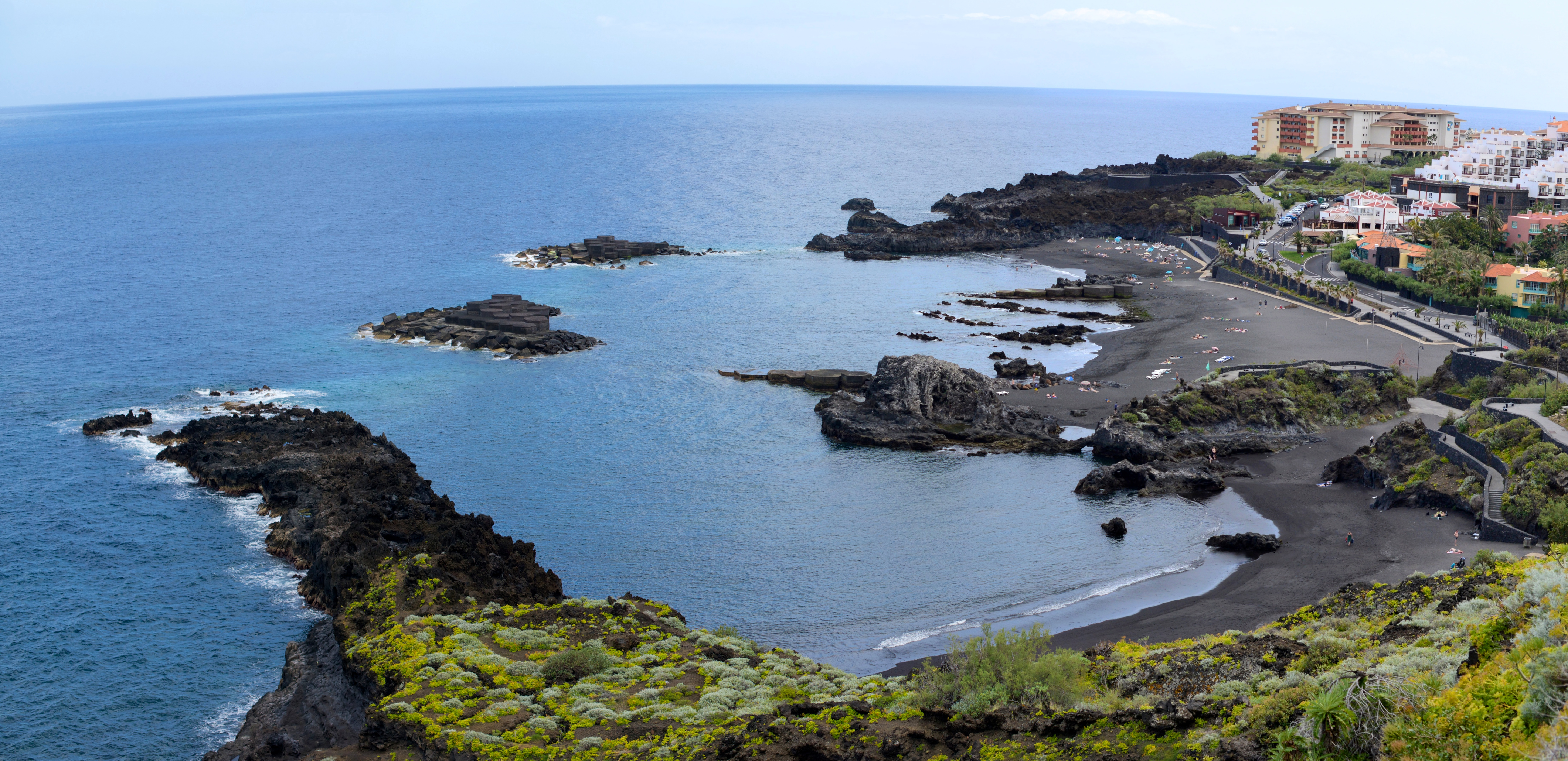
Plage de Los Cancajos
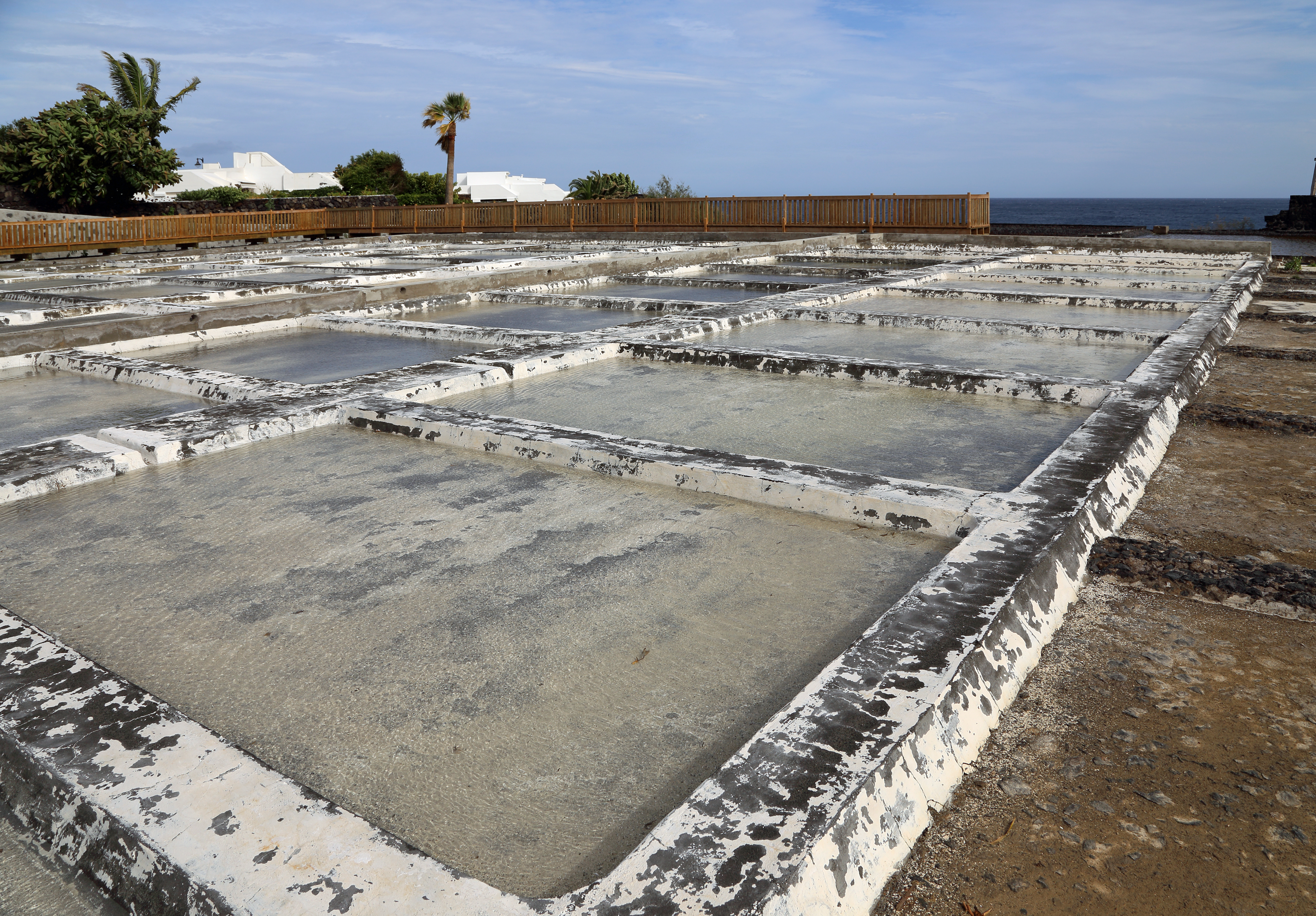
Anciennes salines
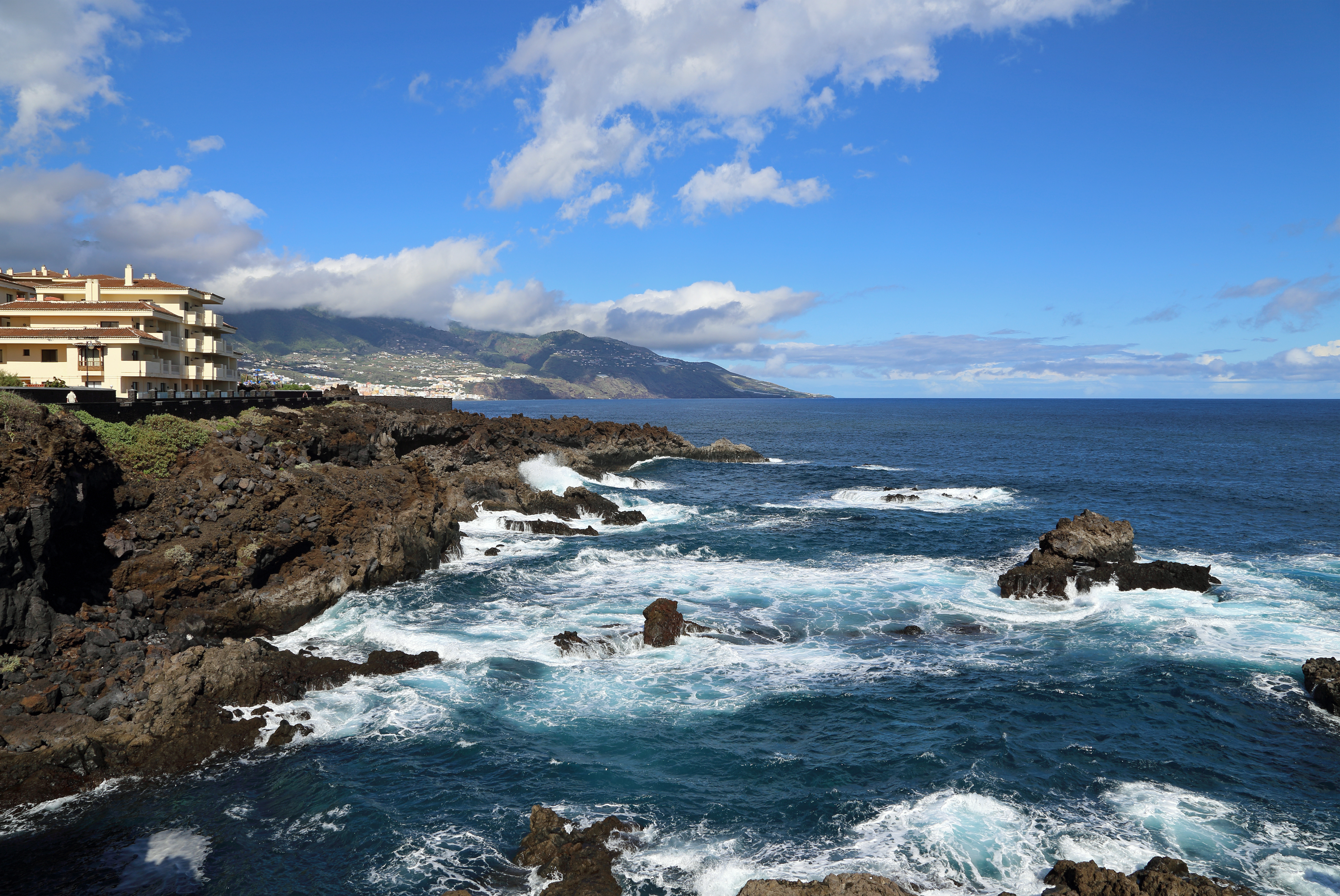
La côte formée de roches volcaniques
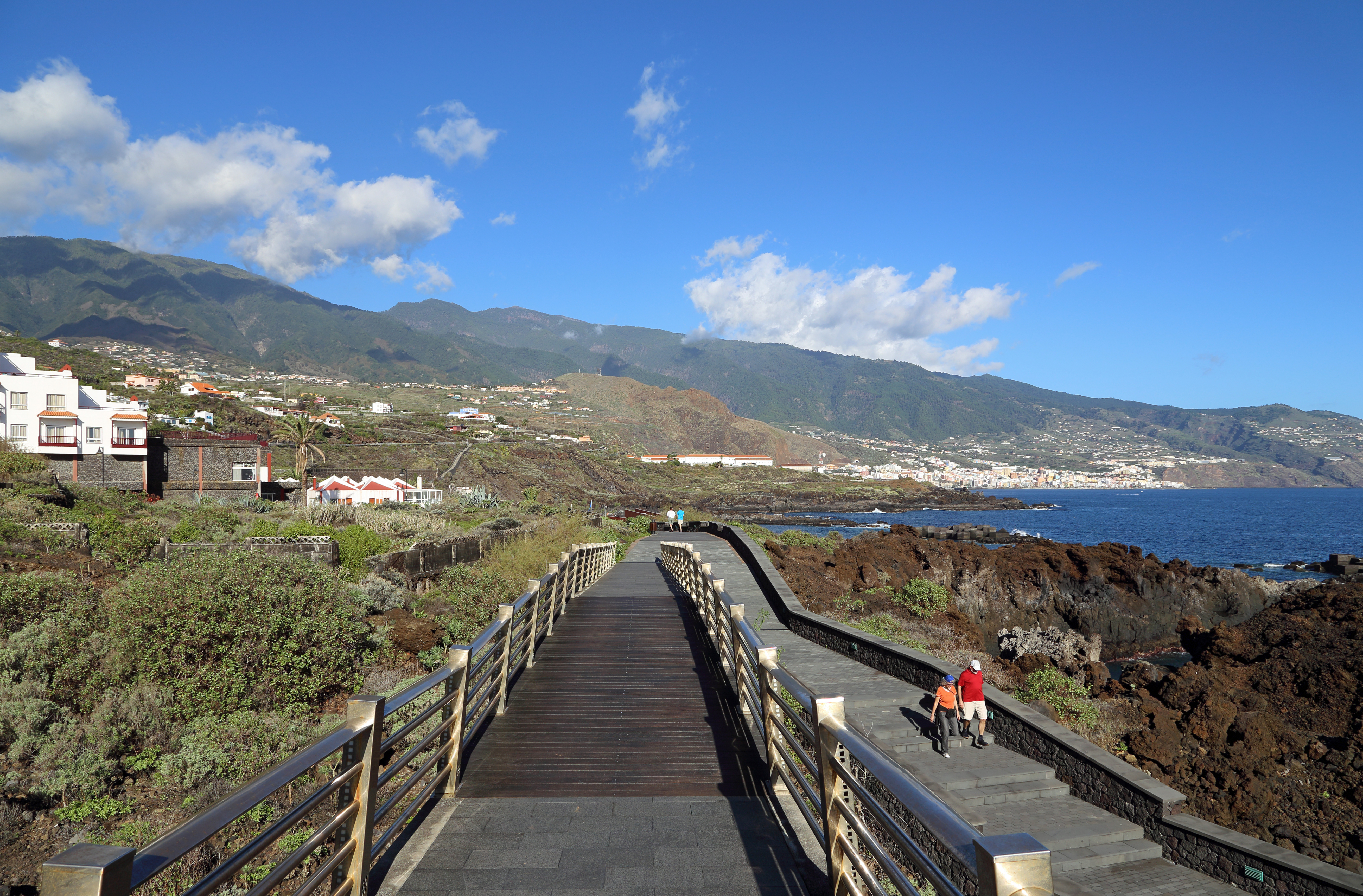
Sentier côtier (Paseo del Litoral) vers El Fuerte et Santa Cruz de La Palma
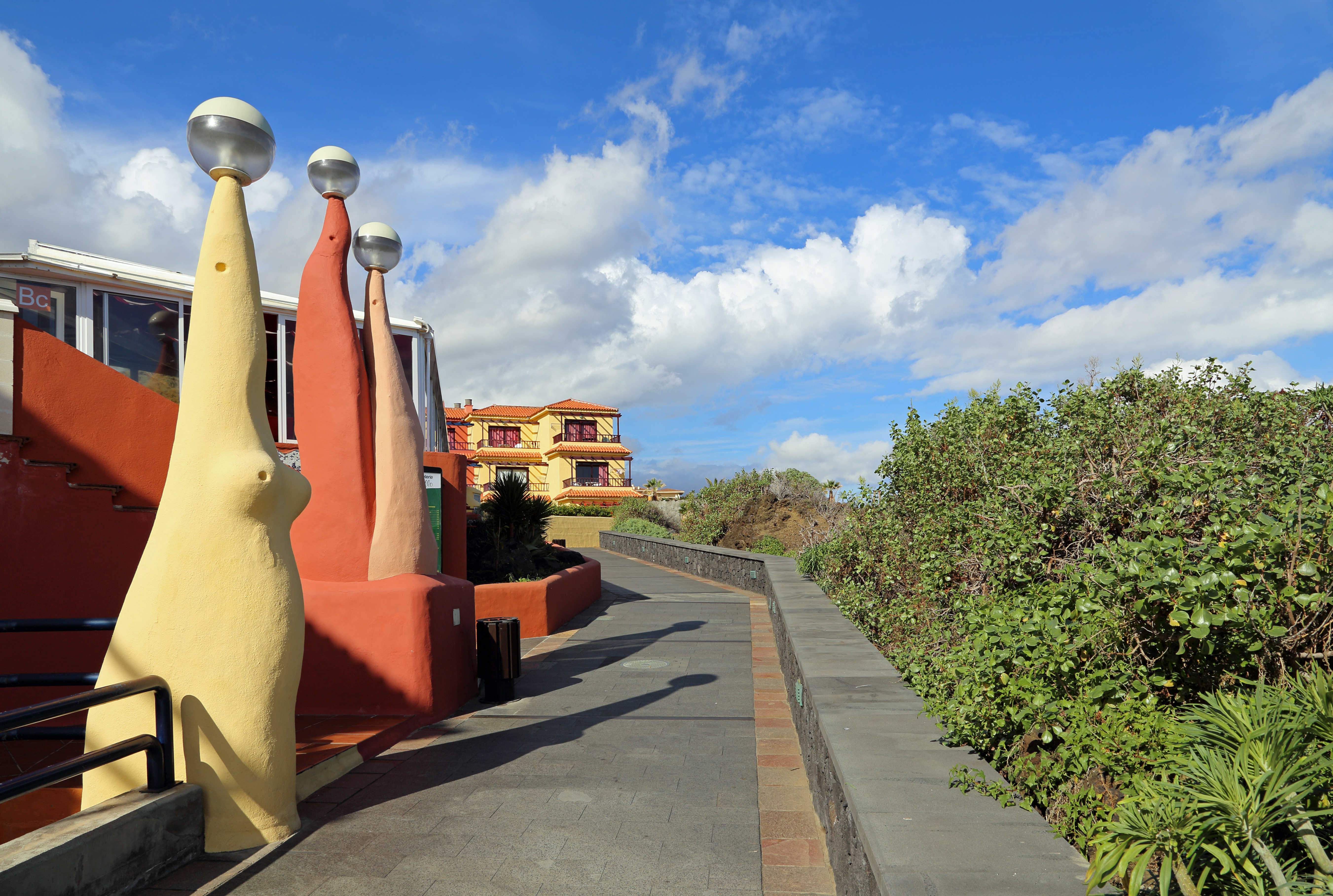
Vue le long du Paseo del Litoral
Un centre à touristes à Los Cancajos (Mars 2019)